# Songs from a Secret Garden
Songs from a Secret Garden is het debuutalbum van de Iers-Noorse muziekgroep Secret Garden uit 1995. Het studioalbum bevat 13 nummers en het winnende lied "Nocturne" van het Eurovisiesongfestival in 1995.
Hun eerste album was zo'n succes dat het een miljoen keer over de toonbank ging: het behaalde platina in Noorwegen en Zuid-Korea, en goud in Ierland, Hongkong en Nieuw-Zeeland.

## Nummers
Het album bevat de volgende nummers:
1. Nocturne – 3:11
2. Pastorale – 3:47
3. Song from a Secret Garden – 3:32
4. Sigma – 3:05
5. Papillon – 3:22
6. Serenade to Spring – 3:12
7. Atlantia – 2:56
8. Heartstrings – 3:22
9. Adagio – 2:51
10. The Rap – 2:31
11. Chaconne – 3:25
12. Cantoluna – 3:29
13. Ode to Simplicity – 3:53

## Medewerkers
- Fionnuala Sherry - viool
- Rolf Løvland - piano, keyboards
- Des Moore - gitaar, mandoline
- Andrea Marlish - harp
- Bjørn Ole Rasch & Jon Kjell Seljeseth - keyboards